# کتاب جنگل (فیلم ۱۹۶۷)
کتاب جنگل یا پسر جنگل (به انگلیسی: The Jungle Book) یک پویانمایی آمریکایی است که در سال ۱۹۶۷ به تهیه‌کنندگی والت دیزنی ساخته شد. این فیلم نوزدهمین انیمیشن از سری فیلم‌های والت دیزنی بود والت دیزنی در طول ساخت این فیلم درگذشت. این فیلم در ایالات متحده آمریکا بیش از ۷۳ میلیون دلار فروش رفت. این موفقیت باعث شد که کتاب جنگل ۲ نیز ساخته شود.

## داستان
داستان درباره نوزادی به نام موگلی است که در جنگل‌های هندوستان گم می‌شود ولی پلنگی سیاه به نام باگیلا او را پیدا کرده و از حضور یک بچه آدم شگفت زده می‌شود و بی درنگ او را پیش گرگ‌ها می‌برد پدر و مادر گرگی که چند توله دارند موگلی را به فرزندی قبول می‌کنند اما ده سال بعد جلسه‌ای تشکیل می‌شود و تصمیم به رفتن موگلی از قبیله گرگ‌ها را می‌گیرند چون بعد از سال‌ها شیر خان ببر آدم‌خوار جنگل دوباره برگشته است و ممکن است موگلی را بخورد باگیلا می‌گوید که جایگاه دهکده آدم‌ها را بلد است و تصمیم دارد او را به آنجا ببرد موگلی از این کار صرف نظر می‌کند و از آنجا فرار می‌کند خرسی بامزه به نام بالو موگلی را پیدا می‌کند با او مثل یک پدر رفتار می‌کند و موگلی هم تصمیم می‌گیرد پیش بالو بماند اما باگیلا او و بالو را پیدا کرده و به بالو می‌گوید که او باید پیش هم نوع‌های خود برود بالو این موضوع را به موگلی می‌گوید ولی باز هم موگلی مخالفت می‌کند شیر خان که از وجود او با خبر شده تصمیم می‌گیرد موگلی را بخورد اما موگلی با کمک بالو و باگیلا شیر خان را فراری می‌دهند و موگلی هم تصمیم می‌گیرد که به دهکده آدم‌ها برود.

## دوبله فارسی
موگلی (بچه انسان): ناهید امیریان
باگیلا (پلنگ سیاه): احمد رسول زاده
بالو (خرس قهوه ای): صادق ماهرو
سلطان لوئي (اورانگوتان) ابوالحسن تهامي نژاد
شير خان (ببر) فتح الله منوچهري
سرهنگ هاتی (سردسته فیل ها): حسین عرفانی